# Okres Horn
Okres Horn je rakouský okres ve spolkové zemi Dolní Rakousy. Má rozlohu 783,99 km² a žije zde 31 453 obyvatel (k 1. 1. 2016).

## Poloha okresu
Okres Horn leží v severní části spolkové země Dolní Rakousy, převážně v historické čtvrti Waldviertel. Na severu tento okres sousedí s Českou republikou (Jihomoravským krajem, okresem Znojmo). Na západě sousedí s okresem Waidhofen an der Thaya, na jihozápadě s okresem Zwettl, na jihu s okresem Kremže a na východě s okresem Hollabrunn. Okresní město Horn je od zemského hlavního města St. Pölten vzdáleno asi 60 km.

## Povrch okresu
V okrese přechází rovina (kolem 300 m n. m.) postupně v pahorkatinu (nad 500 m n. m.) a to zejména ve směru od východu k západu. Řeky z území odvádí vodu buďto do Dyje nebo do Dunaje. Rozvodí těchto toků najdeme v pahorkatině, severně od Hornu.

## Administrativní členění
Okres Horn se člení na 20 obcí, včetně čtyř měst a deseti městysů. V závorkách je uveden počet obyvatel k 1. lednu 2010.

### Města
- Drosendorf-Zissersdorf (1200)
- Eggenburg (3488)
- Geras (1361)
- Horn (6514)

### Městysy
- Burgschleinitz-Kühnring (1362)
- Gars am Kamp (3499)
- Irnfritz-Messern (1435)
- Japons (763)
- Langau (698)
- Pernegg (701)
- Röschitz (1040)
- Sigmundsherberg (1752)
- Straning-Grafenberg (760)
- Weitersfeld (1667)

### Obce

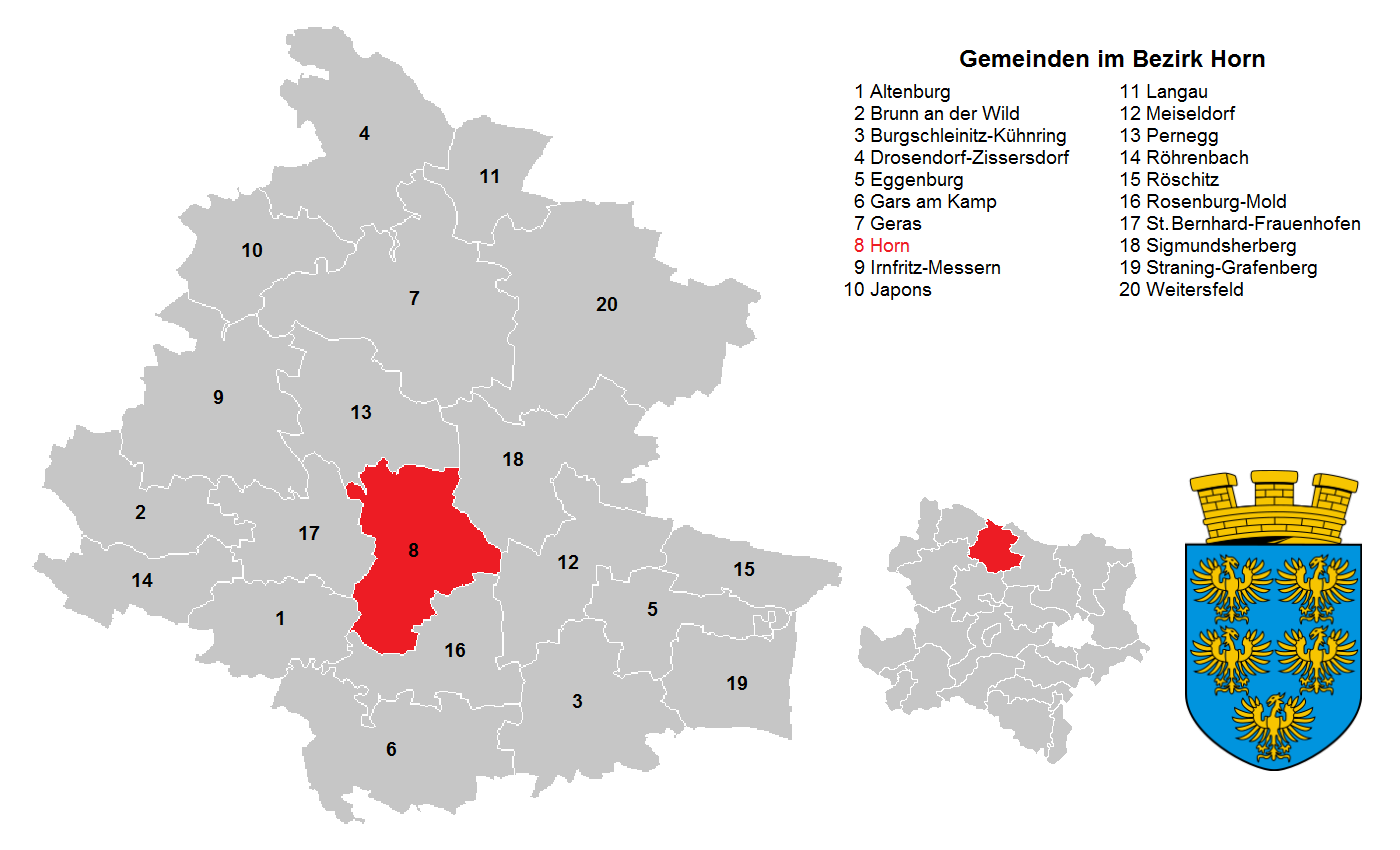
Obce v okrese Horn

- Altenburg (799)
- Brunn an der Wild (849)
- Meiseldorf (941)
- Rosenburg-Mold (853)
- Röhrenbach (592)
- St. Bernhard-Frauenhofen (1255)